# Levaillants specht
Levaillants specht (Picus vaillantii) is een vogelsoort uit de familie van de spechten (Picidae). De soort is vernoemd naar de Franse ontdekkingsreiziger, verzamelaar en ornitholoog François Levaillant.

## Kenmerken
Levaillants specht is een erg grote soort binnen zijn geslacht, hij wordt 30 tot 33 cm groot, zijn vleugelspanwijdte bedraagt 45 tot 51 cm. Levaillants specht lijkt erg veel op de groene specht, en zeker op de vrouwtjes van de Iberische ondersoort Picus viridis sharpei. De specht heeft een donkergroene rug, een geelgroene buik een vuurrode nek. De stuit is chroomgeel en de buitenste slagveren zijn zwart en wit. De poten zijn grijs.
Mannetjes en vrouwtjes lijken op elkaar, er is maar één verschil namelijk de vuurrode nek, die hebben alleen de mannetjes. De vrouwtjes hebben een grijze nek.

## Voortplanting
Zijn nest maakt hij meestal in een boomholte. Daar legt het vrouwtje dan 4 à 8 witglanzende eieren op een bedje van houtsnippers.

## Verspreiding en leefgebied
Deze soort komt algemeen voor als standvogel in drie Maghreb landen: Marokko, Algerije en Tunesië. Hij broedt in bergbossen tot aan de boomgrens op ongeveer 2000 meter hoogte.
Japanse groene specht (P. awokera) ·
grijskopspecht (P. canus) ·
kleine geelkuifspecht (P. chlorolophus) ·
Sumatraanse grijskopspecht (P. dedemi) ·
zwartkopspecht (P. erythropygius) ·
vuurvleugelspecht (P. puniceus) ·
roodkraagspecht (P. rabieri) ·
Iberische groene specht (P. sharpei) ·
geschubde groene specht (P. squamatus) ·
Levaillants specht (P. vaillantii) ·
Birmese schubbuikspecht (P. viridanus) ·
groene specht (P. viridis) ·
grote schubbuikspecht (P. vittatus) ·
kleine schubbuikspecht (P. xanthopygaeus)